# Günther Schüssler
Johan Heinrich Günther Schüssler (født 13. november 1835, død 25. september 1898, efternavn til tider stavet Schüszler) var en tysk født bygmester, der var aktiv i Norge, især i området fra Kongsvinger til Stange. Han arbejdede blandt andet med en række jernbanestationer og kirker.

## Karriere
Schüssler førte fra en ung alder et omflakkende liv i Nordtyskland, Schleswig-Holstein og Danmark, hvor han uddannede sig tømrer, bygmester og murermester frem mod 1870. Han kom til Norge omkring 1855. Først var han i Drammen, så Kongsvinger, og han var også forbi Stavanger. Fra omkring 1870 boede han forholdsvist fast i Kongsvingerområdet.
Hans tidsligste i byggeopgaver i Kongsvingerområdet var villaer i 1850'erne. Heriblandt var også hans egen villa (1859) på Oberst Krebs gate, der dog skal være stærkt ombygget.
Schüssler havde mange opgaver for jernbanerne og arbejdede meget sammen med arkitekterne H.E. Schirmer og Wilhelm von Hanno. Det gjaldt ikke mindt jernbanestationerne på Kongsvingerbanen i 1860'erne. Han deltog også ved opførelsen af stationer på Randsfjordbanen i 1868-1869 efter tegninger af Georg Andreas Bull, og omkring 1871 opførte han samme arkitekts bygninger på Rørosbanen mellem Grundset og Rena. Omkring 1893 opførte han stationsbygninger tegnet af Paul Due på Solørbanens sydlige del. Desuden tegnede han selv stationsbygninger til Urskog–Hølandsbanen ("Tertitten") omkring 1986. De fleste bygninger fra denne bane er senere revet ned, men Bjørkelangen står stadig, om end noget ombygget. Stationsbygningen fra Killingmo er flyttet til Norsk jernbanemuseum i Hamar, men stationsbygningerne fra Finstadbru og Mork er flyttet til henholdsvis Bingsfos og Fossum på den tilbageværende del af Urskog–Hølandsbanen. I 1989 opførtes en kopi af stationsbygningen fra Bjørkelangen ved banens udgangspunkt i Sørumsand.
Schüssler opførte også en række kirker, dels efter egne tegninger, dels efter andres, og han restaurerede flere kirker.
Efter ca. 1880 blev de fleste arbejder formentlig udført sammen med sønnen, Fredrik Schüssler. Schüsslers arbejder er præget af nygotik og schweizerstil.

## Udvalgte værker
- Stationsbygninger som nævnt ovenfor
- Lunderbye Nor, Kongsvinger (1857–58)[1]
- Rolighed, Kongsvinger (1858–59, nu Kvinnemuseet)
- Restaurering af Oppstad kirke, Sør-Odal (1875)
- Ombygning af Brandval kirke (1876 –77)
- Årnes kirke (1876-78, efter tegninger af Gulbrand Johnsen)
- Arneberg kirke (1878, efter tegninger af Henrik Nissen)
- Restaurering af Elverum kirke (1878, efter planer af Henrik Thrap-Meyer)
- Kongsvinger middelskole (nu Øvrebyen VGS, 1880, efter tegninger af J.W. Nordan)[2]
- Aurskog kirke (1881, efter tegninger af Otto Schønheyder)
- Kongsvinger folkeskole (1882, revet ned)
- Vinger mølle og sagbruk, Kongsvinger (1882, revet ned)
- Eidsvoll kirke (1883-85, genopført / udvidet efter tegninger af Carl Konopka)
- Grue Finnskog kirke (1886, efter tegninger af Darre Eckhoff)
- Romedal kirke (1887)
- Fet kirke (1890)
- Sand kirke, Nord-Odal (1891)
- Kongsvinger bad (1893, revet ned i 1930'erne[3])
- Kongsvinger avholdslokale (1898, revet ned)
- Ombygning af Vinger kirke, Kongsvinger (1898)